# Episodi di The Detour (seconda stagione)
La seconda stagione della serie televisiva The Detour, composta da 12 episodi, è stata trasmessa negli Stati Uniti per la prima volta dall'emittente TBS dal 21 febbraio al 25 aprile 2017.
In Italia, la stagione va in onda in prima visione sul canale pay Joi dal 26 settembre 2017.
| nº | Titolo originale | Titolo italiano | Prima TV USA     | Prima TV Italia   |
| -- | ---------------- | --------------- | ---------------- | ----------------- |
| 1  | The City         | La città        | 21 febbraio 2017 | 26 settembre 2017 |
| 2  | The Club         | Il club         | 21 febbraio 2017 | 26 settembre 2017 |
| 3  | The Tub          | La vasca        | 28 febbraio 2017 | 3 ottobre 2017    |
| 4  | The Court        | Il tribunale    | 7 marzo 2017     | 3 ottobre 2017    |
| 5  | The Birth        | Il parto        | 14 marzo 2017    | 10 ottobre 2017   |
| 6  | The Tournament   | La partita      | 21 marzo 2017    | 10 ottobre 2017   |
| 7  | The Heat         | La sfida        | 28 marzo 2017    | 17 ottobre 2017   |
| 8  | The Job          | Il lavoro       | 4 aprile 2017    | 17 ottobre 2017   |
| 9  | The Dilemma      | Il dilemma      | 11 aprile 2017   | 24 ottobre 2017   |
| 10 | The Trip         | Il viaggio      | 18 aprile 2017   | 24 ottobre 2017   |
| 11 | The Mule         | Il muletto      | 25 aprile 2017   | 31 ottobre 2017   |
| 12 | The Ass          | Il sedere       | 25 aprile 2017   | 31 ottobre 2017   |